# 双河口镇 (重庆市)
双河口镇，是中华人民共和国重庆市巴南區下辖的一个乡镇级行政单位。

## 行政区划
双河口镇下辖以下地区：
双河口社区、茶店村、石门村、北隘村、塘塆村、太坪村、五台村和临江村。